# Kovrov
Kovrov (tiếng Nga: Ковров) là một thành phố Nga. Thành phố này thuộc chủ thể Vladimir Oblast. Kovorov nằm bên hữu ngạn sông Klyazma, một chi lưu của sông Oka. Thành phố có dân số 155.499 người (theo điều tra dân số năm 2002. Đây là thành phố lớn thứ 112 của Nga theo dân số năm 2002. Dân số năm 2010 là 145.492 người, giảm so với dân số năm 2002 và giảm so với dân số năm 1989 là 159.942 người..

## Thành phố kết nghĩa
- Brest, Belarus
- Liberec, Cộng hòa Séc